# Парсонс, Майка
Майка Аарон Парсонс (англ. Micah Aaron Parsons; 26 мая 1999, Гаррисберг, Пенсильвания) — профессиональный американский футболист, выступающий на позиции лайнбекера в клубе НФЛ «Даллас Каубойс». Участник Пробоула в сезоне 2021 года. На студенческом уровне играл за команду университета штата Пенсильвания. Лучший лайнбекер конференции Big Ten 2019 года. На драфте НФЛ 2021 года был выбран в первом раунде под общим двенадцатым номером.

## Биография
Майка Парсонс родился 26 мая 1999 года в Гаррисберге в штате Пенсильвания, один из трёх детей в семье. Два года он провёл в старшей школе Сентрал Дофин, затем перевёлся в старшую школу Гаррисберга. В составе школьных команд он играл на позициях раннинбека и ди-энда. В выпускной год его выбрали капитаном команды, он претендовал на титул «Мистер Футбол» в Пенсильвании. После окончания школы Парсонс входил в число десяти лучших молодых игроков в рейтингах ESPN, 247Sports и Rivals.com.

### Любительская карьера
В 2018 году Парсонс поступил в университет штата Пенсильвания. Тогда же он дебютировал в футбольном турнире NCAA, сыграл в тринадцати матчах и по итогам сезона стал лидером команды по количеству сделанных захватов. В 2019 году он стал игроком стартового состава. Он провёл тринадцать игр, стал первым с 2016 года игроком команды, сделавшим более ста захватов за сезон. По итогам турнира Парсонс вошёл в символическую сборную звёзд NCAA по восьми разным версиям и получил награду Баткаса—Фицджералда, вручаемую лучшему лайнбекеру конференции Big Ten. Студенческую карьеру он завершил в августе 2020 года, отказавшись от выступлений после переноса старта сезона из-за пандемии COVID-19.

#### Статистика выступлений в NCAA
| Сезон | Команда                   | Игры | Захваты | Захваты | Захваты | Захваты | Захваты | Перехваты | Перехваты | Перехваты | Перехваты | Перехваты | Фамблы | Фамблы | Фамблы | Фамблы |
| Сезон | Команда                   | Игры | Solo    | Ast     | Tot     | Loss    | Sk      | Int       | Yds       | Y/R       | TD        | PD        | FR     | Yds    | TD     | FF     |
| ----- | ------------------------- | ---- | ------- | ------- | ------- | ------- | ------- | --------- | --------- | --------- | --------- | --------- | ------ | ------ | ------ | ------ |
| 2018  | Пенн Стейт Ниттани Лайонс | 13   | 47      | 35      | 82      | 4,0     | 1,5     | 0         | 0         | 0,0       | 0         | 0         | 0      | 0      | 0      | 2      |
| 2019  | Пенн Стейт Ниттани Лайонс | 13   | 52      | 57      | 109     | 14,0    | 5,0     | 0         | 0         | 0,0       | 0         | 5         | 1      | 0      | 0      | 4      |
| 2020  | Пенн Стейт Ниттани Лайонс | —    | —       | —       | —       | —       | —       | —         | —         | —         | —         | —         | —      | —      | —      | —      |
| Всего | Всего                     | 26   | 99      | 92      | 191     | 18,0    | 6,5     | 0         | 0         | 0,0       | 0         | 5         | 1      | 0      | 0      | 4      |

### Профессиональная карьера
Перед драфтом НФЛ 2021 года сайт Bleacher Report среди сильных сторон Парсонса называл его надёжность на захватах, скорость, позволяющую обыгрывать линейных нападения, умение читать действия квотербека, высокий уровень атлетизма. К минусам относили недостаток подвижности при боковых смещениях, ошибки при игре против выносного нападения, недостаточный арсенал приёмов для пас-раша, нестабильную игру в прикрытии. 
На драфте Парсонс был выбран «Далласом» в первом раунде под общим двенадцатым номером. В июне 2021 года он подписал с клубом четырёхлетний контракт на сумму 17 млн долларов. В НФЛ он дебютировал в матче первой игровой недели чемпионата, сыграв на трёх различных позициях и сделав пять захватов. По ходу сезона он побил клубный рекорд для новичков по количеству сэков. По итогам ноября Парсонс был признан Новичком месяца в защите, в декабре по итогам голосования он был выбран стартовым внутренним лайнбекером сборной НФК на Пробоул.

#### Статистика выступлений в НФЛ

##### Регулярный чемпионат
| Сезон | Команда        | Игры | Захваты | Захваты | Захваты | Захваты | Захваты | Перехваты | Перехваты | Перехваты | Перехваты | Перехваты | Фамблы | Фамблы | Фамблы | Фамблы |
| Сезон | Команда        | Игры | Solo    | Ast     | Tot     | Loss    | Sk      | Int       | Yds       | Y/R       | TD        | PD        | FR     | Yds    | TD     | FF     |
| ----- | -------------- | ---- | ------- | ------- | ------- | ------- | ------- | --------- | --------- | --------- | --------- | --------- | ------ | ------ | ------ | ------ |
| 2021  | Даллас Каубойс | 16   | 64      | 20      | 84      | 20      | 13,0    | 0         | 0         | 0,0       | 0         | 3         | 0      | 0      | 0      | 3      |
| Всего | Всего          | 16   | 64      | 20      | 84      | 20      | 13,0    | 0         | 0         | 0,0       | 0         | 3         | 0      | 0      | 0      | 3      |

* На 3 января 2022